# سیاست اجتماعی

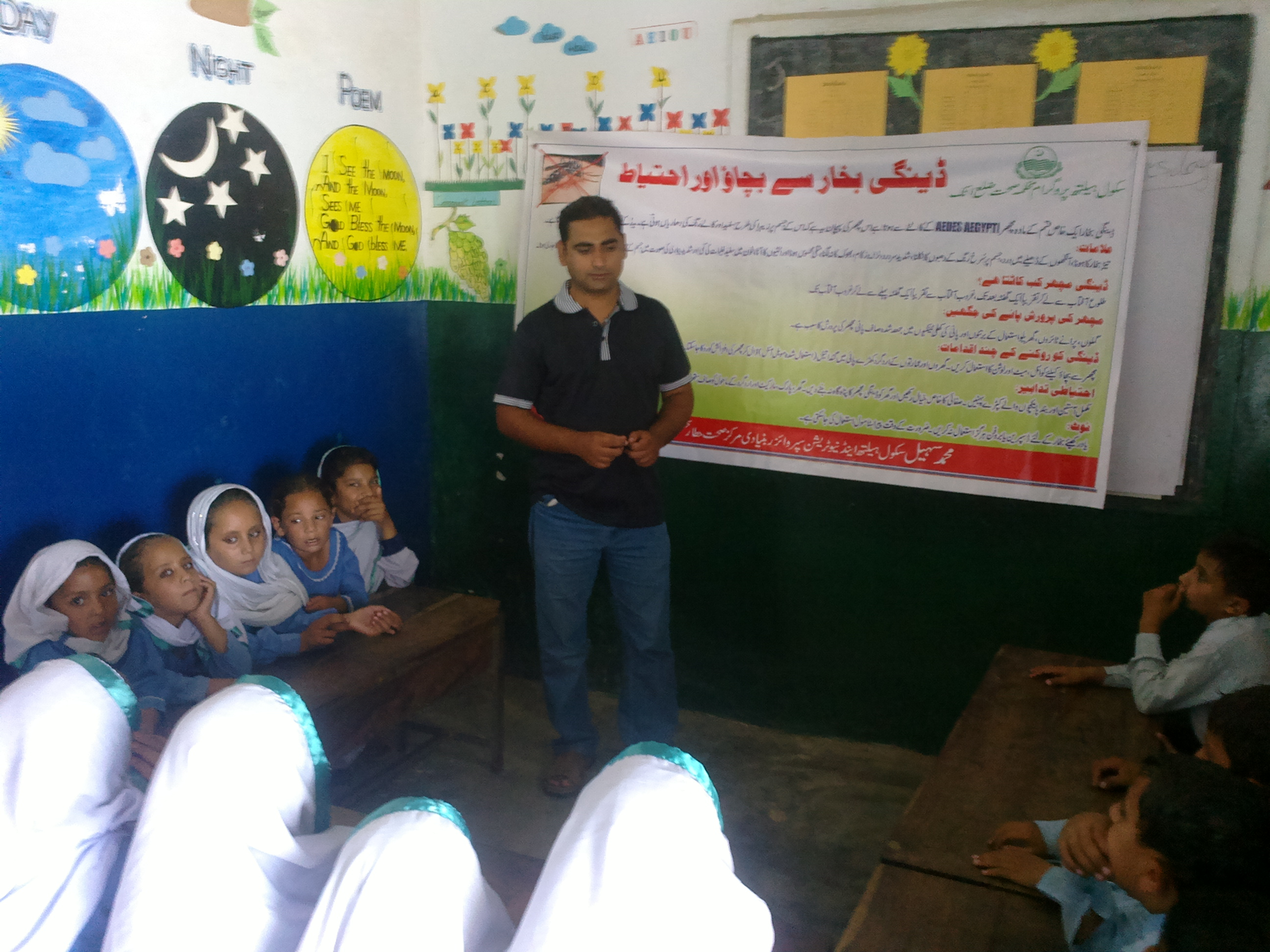
آموزش بهداشت در مدارس

سیاست اجتماعی (به انگلیسی: Social policy) به خط مشی‌هایی گفته می‌شود که توزیع منابع، منزلت و قدرت را بین گروه‌ها تعیین می‌کنند. در یک معنای دقیق‌تر «سیاست اجتماعی» را می‌توان به مجموعه‌ای از کنش‌ها و سیاست‌گذاری‌هایی اطلاق نمود که بر رفاه و زندگی افراد جامعه تأثیر می‌گذارد. محدودهٔ این کنش‌ها و سیاست‌گذاری‌ها در ارتباط با خدمات رفاهی عمومی است که از طریق مداخلهٔ دولت و نهادهای حکومتی در توزیع و بازتوزیع ثروت‌های عمومی به ثمر می‌رسد. به گفتهٔ تی.اچ. مارشال سیاست اجتماعی «سیاست حکومت‌هایی است که عمل آنها تأثیر مستقیم بر رفاه شهروندان دارد و این تأثیر از طریق ارائهٔ خدمات یا درآمد است.»
سیاست اجتماعی به‌طور معمول به مسائلی چون تأمین اجتماعی، مسکن، بهداشت و درمان، خدمات اجتماعی شخصی و آموزش و ارائهٔ آن از طرف دولت مربوط می‌شود. در بعضی از آثار نیز نویسندگان مسائلی چون ایجاد اشتغال و خدمات شغلی، خدمات حقوقی رایگان و برخورد با جرایم را نیز جزئی از سیاست اجتماعی تلقی کرده‌اند. در کشوری مثل بریتانیا نیز سیاست اجتماعی معادل تقسیم رسمی و اجرایی خدمات دولت به عنوان سنتی غالب در مدیریت اجتماعی است.
سیاست‌گذاری اجتماعی، رشته‌ای علمی است که شامل جزئیات پیچیده‌ای دربارهٔ طراحی و تحلیل سیاست‌های اجتماعی است. سیاست گذاری اجتماعی، هم چنین، مجموعه اقدام‌هایی است که دولت‌ها برای مواجهه با مشکلات اجتماعی، به ویژه، در حوزه‌های بهداشت، آموزش، مسکن، رفاه و تأمین اجتماعی در دستور کار قرار می‌دهند که نقش تأثیرگذاری در ارتقای مشروعیت سیاسی آنها دارد. توجه به این نوع سیاست گذاری، به ویژه، در دورانی که جوامع مختلف با انواعی از عدم قطعیت‌ها و مخاطره‌های اجتماعی، اقتصادی و زیست‌محیطی مواجه اند اهمیت دوچندانی یافته است و به همین نسبت، انواعی از مناقشه‌های نظری و عملی حول این بحث‌ها وجود دارد. به رغم اینکه در ایران، سیاست‌های اجتماعی درمعنای عملی آن از چند دهه پیش از جانب دولت‌ها اعمال می‌شده است، اما در معنای علمیِ آن بحث جدیدی است و در دانشگاه‌ها چندان مورد توجه نیست. این موضوع سبب شده است که مفاهیم و نظریه‌های این حوزه، گاه با تداخل‌ها و نارسایی‌هایی مطرح شود.
از دهه ۱۹۹۰، حقوق بشر و عدالت اجتماعی در عرصه سیاست اجتماعی وارد شده است. در گذشته بیشتر بر وجوه اقتصادی و سیاسی حقوق بشر تأکید می‌شده اما امروز بر حق برخورداری از فرصت برابر برای مشارکت در جامعه صحبت به میان آمده است.

### کتابشناسی
- باتامور، تام؛ آوتوِیت، ویلیام (۱۳۹۲). فرهنگ علوم اجتماعی قرن بیستم. ترجمهٔ حسن چاوشیان. نشرنی.| آیکون خرد | این یک مقالهٔ خرد سیاست است. می‌توانید با گسترش آن به ویکی‌پدیا کمک کنید. |